# Список об'єктів світової спадщини ЮНЕСКО в Латинській Америці
На цій сторінці наведено список об'єктів світової спадщини ЮНЕСКО в Латинській Америці.
| № | Назва                           | Характеристика |
| - | ------------------------------- | --- |
| 1 | Національний парк Лос-Гласья́рес | Площа парку становить 4459 км². В 1981 році парк був включений до списку Світової спадщини ЮНЕСКО. Сам національний парк був створений в 1937, це другий за розміром парк Аргентини. Назва парку (від ісп. glaciares — «льодовики») походить від гігантського Патагонського льодовикового щита в Андах, де розташовані 47 великих льодовиків, з яких 13 спускаються в Атлантичний океан. Цей льодовиковий щит є найбільшим за межами Антарктиди і Гренландії. У решті районів світу льодовики починаються на висотах від 2500 м над рівнем моря, але тут вони починаються з висот 1500 м, спускаючись до рівня моря. Територія парку, що на 30 % вкрита льодом, поділяється на дві частини, кожна з яких відноситься до свого озера.                                                                                       |
| 2 | Белі́зький бар'є́рний риф         | Серія коралових рифів біля узбережжя Белізу на відстані приблизно 300 м від берега на півночі і 40 км півдні. Риф тягнеться близько 300 км, роблячи його другою найбільшою системою коралових рифів у світі після Великого бар'єрного рифу в Австралії. Це найпопулярніша туристична пам'ятка Белізу, привертаючи майже половину з 260 000 відвідувачів країни на рік, також важлива для рибальської промисловості. |
| 3 | Історичний центр Сукре          | Місто засноване 1538 року іспанським конкістадором Педро де Ансуресом під назвою Ла-Плата. Місто знаходиться у зоні, котра характеризується кліматом тропічних степів. У Сукре знаходяться важливі спортивні об'єкти Болівії, а найпопулярнішим видом спорту в місті є футбол. У місті розташований стадіон «Олімпіко Патріа», другий за величиною футбольний та олімпійський стадіон країни. |
| 4 | Єзуїтські місії регіону Гуарані | Кілька місій, збудованих єзуїтами в 17-18 століттях на території сучасних Аргентини, Бразилії і Парагваю з ціллю навернення індіанців гуарані до католицтва і, частково, з ціллю захисту індіанців від захоплення їх у рабство. Єзуїтські редукції були створені Орденом єзуїтів в районах, населених племенами тупі-гуарані, переважно на території сучасного Парагваю, потім поширилися ширше, на частину територій нинішніх Аргентини, Бразилії, Болівії та Уругваю. 1983 року (продовжено 1984), руїни п'яти місій були внесені до списку Світової спадщини ЮНЕСКО. |
| 5 | Біосферний резерв Ріо-Пла́тано   | Біосферний заповідник, розташований на річці Ріо-Платано в департаментах Грасіас-а-Діос, Колон, Оланчо, на карибському узбережжі Гондурасу. Заповідник включає як гірські, так низовинні тропічні ліси, повні дикої флори й фауни, де також мешкають племена місцевих індіанців, що ведуть традиційний спосіб життя. Заповідник був заснований в 1980 році, в 1982 році він отримав статус об'єкта Світової спадщини ЮНЕСКО, у період 1997—2007 він вважався в небезпеці. Тут є помітним вплив сільського господарства і колонізації, зокрема часто проводиться нелегальна вирубка лісу. |
| 6 | Галапаго́ські острови́            | Архіпелаг у Тихому океані, розташований за 965 кілометрів на захід від узбережжя Еквадору; складаються з 13 основних вулканічних островів, 6 невеликих острівців і 107 скель і намивних територій. Архіпелаг відомий своїми флорою і фауною. Велика кількість місцевих видів архіпелагу — ендеміки. Адміністративно Галапагоські острови належать Еквадору. Населення архіпелагу становить близько 30 тисяч мешканців (2006). Площа архіпелагу — 7882 км², з яких близько 96,7 % (7618 км²) входить до складу Національного парку Галапагос. 3,3 % або 263 км² — населена територія, що включає як міські, так і сільськогосподарські райони. Острів Бальтра, хоча також має природоохоронні райони, служить базою Військово-морського флоту та авіації Еквадору, на ньому розташовано також основний аеропорт архіпелагу. |